# Ogastemma pusillum
Ogastemma pusillum är en strävbladig växtart som först beskrevs av Ernest Saint-Charles Cosson, Amp; Dur., Edmond Bonnet och Barratte, och fick sitt nu gällande namn av Richard Kenneth Brummitt. Ogastemma pusillum ingår i släktet Ogastemma och familjen strävbladiga växter. Inga underarter finns listade i Catalogue of Life.